# Akysis fuliginatus
Akysis fuliginatus е вид лъчеперка от семейство Akysidae.

## Разпространение
Видът е разпространен в Камбоджа.

## Описание
На дължина достигат до 2,2 cm.